# Diyala SC
Der Diyala Sports Club (arabisch نادي ديالى الرياضي, DMG Nādī Diyālā ar-riyāḍī) ist ein 1957 gegründeter irakischer Sportverein aus Diyala. Aktuell (Stand Juli 2025) spielt der Verein in der ersten Liga.

## Erfolge
- Irakischer Zweitligameister: 1996/97, 2023/24

## Stadion
Der Verein trägt seine Heimspiele im Al-Madina Stadium in Bagdad aus. Das Stadion hat ein Fassungsvermögen von 32.000 Personen.

## Trainer
| Trainer       | Nation | von                | bis              |
| ------------- | ------ | ------------------ | ---------------- |
| Basim Qasim   | Irak   | 1. Juli 1998       | 30. Juni 1999    |
| Haider Obeid  | Irak   | 12. September 2020 | 25. Januar 2021  |
| Sadeq Hanoon  | Irak   | 3. April 2023      | 4. November 2024 |
| Yamen Zalfani | Irak   | 11. November 2024  | 30. Juni 2025    |